# Bob Jungels
Bob Jungels, né le 22 septembre 1992 à Rollingen, est un coureur cycliste luxembourgeois. 
Professionnel depuis 2013, son profil est celui d'un coureur complet s'illustrant sur les courses d'un jour. Au cours de sa carrière, il a remporté Liège-Bastogne-Liège en 2018, une étape du Tour d'Italie 2017 et le classement des jeunes de cette course en 2016 et 2017. Il compte également à son palmarès les titres de champion du monde du contre-la-montre par équipes en 2016 et 2018. Il est aussi multiple champion du Luxembourg sur route (course en ligne et contre-la-montre). Il a une sœur, Laura Jungels, qui est professeur de Vie et Société au Lycée Michel-Rodange.

## Biographie

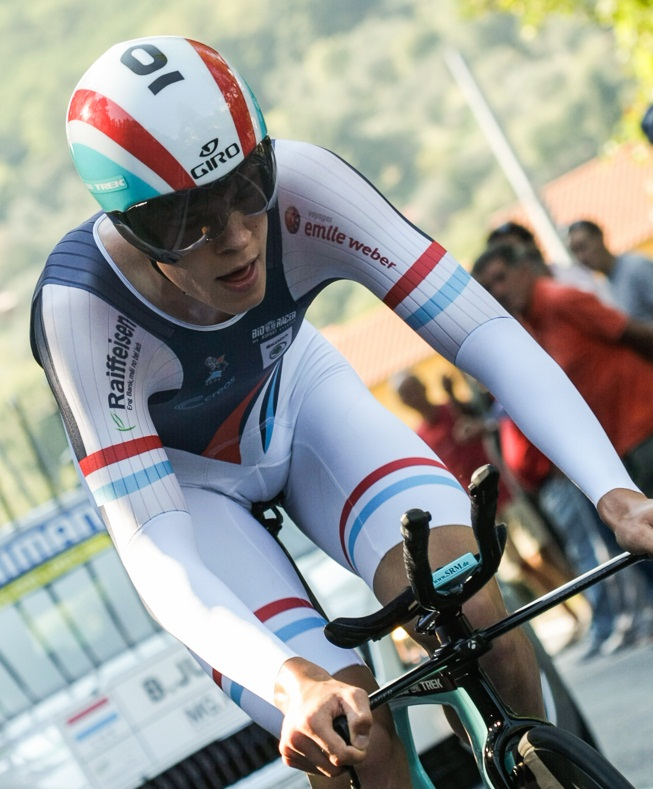
Bob Jungels lors du championnat du monde du contre-la-montre 2013.

En 2009, en catégorie juniors, Bob Jungels est champion du Luxembourg de la course en ligne, du contre-la-montre et de cyclo-cross. Avec l'équipe nationale, il est vice-champion d'Europe juniors du contre-la-montre, battu par le Britannique Joseph Perrett. 
En 2010, il s'adjuge à nouveau les trois titres de champion du Luxembourg juniors. En août, il devient champion du monde du contre-la-montre juniors à Offida en Italie. Durant cette saison, il remporte également plusieurs courses par étapes du calendrier international juniors : Vuelta al Besaya en Espagne, Grand Prix Rüebliland en Suisse, Keizer der Juniores en Belgique. En fin d'année, il reçoit le prix du jeune espoir sportif luxembourgeois.
En 2011, Bob Jungels passe dans la catégorie de moins de 23 ans. Dans cette catégorie, il est une nouvelle fois champion du Luxembourg de la course en ligne et du contre-la-montre. Il représente le Luxembourg aux Jeux des petits États d'Europe et y remporte les médailles d'or dans les mêmes disciplines. Avec l'équipe du Luxembourg des moins de 23 ans, il prend la troisième place de la Flèche du Sud, course par étapes disputée au Luxembourg, puis participe aux championnats d'Europe sur route, à Offida. Il y est vice-champion d'Europe du contre-la-montre, battu par le Français Yoann Paillot, et dixième de la course en ligne. En septembre, il est le seul Luxembourgeois à participer aux championnats du monde sur route, au Danemark, dans la catégorie des moins de 23 ans. Le classement du pays ne lui permet pas de qualifier de coureur pour la course en ligne. Jungels termine seizième du contre-la-montre.
Bob Jungels est recruté pour la saison 2012 par l'équipe continentale luxembourgeoise Leopard-Trek Continental, réserve de l'équipe RadioShack-Nissan. En mai, il gagne la Flèche du Sud, et Paris-Roubaix espoirs. En juin, il devient champion du Luxembourg du contre-la-montre.

### 2013: RadioShack-Leopard
Bob Jungels fait ses débuts professionnels au sein de l'équipe RadioShack-Leopard, aux côtés notamment de ses compatriotes Andy et Fränk Schleck. Dès les premières courses, Jungels montre ses capacités sur les épreuves chronométrées comme celle du Tour méditerranéen ou encore du Circuit de la Sarthe où il échoue à quelques centièmes de secondes derrière Luke Durbridge. Cependant, il signe son premier coup de force lors du Grand Prix Nobili Rubinetterie où il s'impose en solitaire en reléguant le peloton à une cinquantaine de secondes. À seulement 20 ans, Bob Jungels participe à son premier Paris-Roubaix, une course qu'il a remporté dans la catégorie espoirs en 2012, pour apprendre et également épauler le favori, Fabian Cancellara. Il termine la course à la 84e place à quatorze minutes de son leader vainqueur de l'épreuve.
Lors du Tour de Luxembourg, il remporte la quatrième étape et termine cinquième du classement général final. À la fin du mois de juin, lors des championnats du Luxembourg, il réussit le doublé, contre-la-montre et course en ligne. 
En septembre, il participe pour la première fois aux épreuves élites des championnats du monde sur route, qui ont lieu à Florence. Avec ses coéquipiers de RadioShack-Leopard, il est cinquième du contre-la-montre par équipes. Il représente le Luxembourg au contre-la-montre, dont il prend la 33e place, et à la course en ligne, qu'il ne termine pas.

### 2014-2015: Trek Factory Racing
Bob Jungels obtient plusieurs places d'honneur en début de saison. Septième du contre-la-montre du Tour méditerranéen en février, il est deuxième d'une étape de Paris-Nice le mois suivant, battu par Carlos Betancur. Il termine neuvième du Critérium international, après avoir pris la troisième place du contre-la-montre derrière Tom Dumoulin et Rohan Dennis. En juin, il est troisième de la première étape du Critérium du Dauphiné, un contre-la-montre où il est devancé par Chris Froome et Alberto Contador. Aux championnats du Luxembourg, il est deuxième du contre-la-montre et quatrième de la course en ligne. Durant l'été, il dispute le Tour d'Espagne, son premier grand tour. Amoindri par des douleurs à la selle, il songe à abandonner après deux semaines de course. Sa présence dans une échappée et ses attaques lui valent néanmoins de recevoir le prix de la combativité lors de la dix-septième étape. Les maux de selle n'ayant pas disparu, il n'est pas au départ l'étape le surlendemain, puis renonce à participer aux championnats du monde, à Ponferrada, où il devait disputer les contre-la-montre individuel et par équipes, et la course en ligne. Malgré l'absence de victoire durant cette année, Jungels se dit satisfait de ses résultats, ayant disputé pour la première fois un grand nombre d'épreuves du World Tour.
En 2015, Jungels lance sa saison à l'Étoile de Bessèges, en février. Vainqueur de la dernière étape, un contre-la-montre se terminant par une côte de deux kilomètres, il s'impose au classement général. C'est sa première victoire sur une course par étapes depuis le début de sa carrière professionnelle. Il participe ensuite à Paris-Nice, au Tour du Pays basque, à l'Amstel Gold Race et Liège-Bastogne-Liège. En juin, Jungels termine sixième du Tour de Suisse, puis effectue comme en 2013, le doublé lors des championnats du Luxembourg, contre-la-montre et course en ligne. Il est sélectionné par la formation Trek Factory Racing afin de prendre part au Tour de France. Pour sa première participation à la « Grande boucle », il se distingue en faisant partie de la bonne échappée lors de la 14e étape, terminant à la huitième place à Mende. Jungels réussit à nouveau à se glisser dans le bon coup deux jours plus tard, lors de la 16e étape, prenant la cinquième place à l'arrivée à Gap. Il est encore aux avant-postes lors de la 18e étape, remportée par le Français Romain Bardet, lui terminant à la quatrième place. Lors de l'avant dernière étape menant au sommet de l'Alpe d'Huez, il aide son leader Bauke Mollema à décrocher la septième place au classement général final, lui terminant vingt-septième. Le 3 septembre, la formation belge Etixx-Quick Step annonce la signature de Bob Jungels à partir de la saison 2016.

### De 2016 à 2020: Quick Step

#### 2016-2017: meilleur jeune et victoire d'étape sur le Giro
Bob Jungels commence sa saison 2016 avec sa nouvelle équipe sur le Tour de la Communauté valencienne où il termine septième de la première étape disputée sous forme d'un contre-la-montre long de 16,6 kilomètres. Au terme de l'épreuve espagnole qu'il finit à la douzième place au classement général, Jungels s'envole pour le Tour d'Oman. Le Luxembourgeois surprend ses adversaires en s'extirpant du peloton dans la dernière descente de la première étape grâce notamment à un plateau de 55 dents que ses mécaniciens lui avaient préparé pour son attaque. Au bout du compte, Jungels enlève la première étape devant Serge Pauwels et Romain Bardet. La suite de la course est plus compliquée puisqu'il finit trente-troisième à plus de dix minutes de Vincenzo Nibali. En mars, il termine troisième et meilleur jeune de Tirreno-Adriatico, son premier podium sur une course World Tour. En mai, il participe à son premier Tour d'Italie. Grâce à sa régularité, il devient lors de la dixième étape, le premier Luxembourgeois depuis Charly Gaul en 1959 à porter le maillot rose. Il perd le maillot trois jours plus tard, mais termine sixième du général et remporte finalement le maillot blanc du classement des jeunes. En fin d'année, il devient avec Etixx-Quick Step champion du monde du contre-la-montre par équipes et termine dixième du contre-la-montre individuel à Doha.
En 2017, il gagne le classement du meilleur jeune sur Tirreno-Adriatico, en terminant quatorzième à 2 minutes 53 secondes de Nairo Quintana. Lors de la Flèche wallonne, il attaque à douze kilomètres de l'arrivée, réussissant à prendre 50 secondes d'avance sur le peloton, mais est rejoint et dépassé à environ 500 mètres de l'arrivée, se classant finalement trente-neuvième à 53 secondes d'Alejandro Valverde. Il prend le départ du Tour d'Italie en tant que leader de Quick-Step. Il attaque avec ses coéquipiers à une dizaine de kilomètres de l'arrivée sur la 3e étape, en profitant du vent latéral. Il conserve dix secondes d'avance sur le reste des favoris et favorise le succès du sprinteur Fernando Gaviria. Lors de l'étape suivante,, il arrive dans le groupe des meilleurs sur la montée de l'Etna, ce qui lui permet de porter le maillot rose avec 6 secondes d'avance sur Geraint Thomas. Sur la neuvième étape, lors de l'arrivée en côte au Blockhaus, il est en difficultés dans la montée finale difficile et perd le maillot rose et beaucoup de temps au classement général. Il récupère une partie de son retard après le contre-la-montre de la dixième étape, où il se classe troisième derrière Tom Dumoulin et Geraint Thomas. Cela lui permet de revenir dans la lutte pour le podium. Il remporte au sprint la 15e étape, devançant 12 coureurs, dont Nairo Quintana et Thibaut Pinot, respectivement deuxième et troisième. Il devient le premier luxembourgeois depuis 56 ans  à gagner sur le Giro. Il termine la course huitième du général, à sept minutes du maillot rose Tom Dumoulin, en étant le meilleur jeune de l'épreuve. Avant lui, seuls Vladimir Poulnikov et Pavel Tonkov ont remporté le classement deux années consécutives. En juin, il est battu par Jempy Drucker au championnat du Luxembourg du contre-la-montre, mais prend sa revanche trois jours plus tard en s'imposant sur la course en ligne avec plus de treize minutes d'avance sur le deuxième. Par la suite, il se classe douzième du Tour de Pologne et 42e du Tour d'Espagne. Il est également onzième des mondiaux du contre-la-montre en fin d'année.

#### 2018: triomphe sur Liège-Bastogne-Liège
En 2018, il prépare la saison avec comme objectif le Tour de France. En mars, il participe à Tirreno-Adriatico et au Tour de Catalogne sans grands résultats. En avril, il participe aux classiques ardennaises. Le 22 avril, il remporte en solitaire sa première grande classique, Liège-Bastogne-Liège, après une attaque à 20 kilomètres de l'arrivée. Comme dernière préparation pour la Grande Boucle, il réalise le doublé lors des championnats nationaux. En juillet, il vise une place au général du Tour de France. Il figure longtemps dans les six premiers du classement, mais termine finalement la course à la onzième place, à 16 minutes du vainqueur Geraint Thomas. Après avoir participé au Tour de Grande-Bretagne, il gagne le prologue du Tour de Slovaquie, deux courses remportées à chaque fois par son coéquipier Julian Alaphilippe. En septembre, il est une nouvelle fois champion du monde du contre-la-montre par équipes à Innsbruck.
Il est élu Sportif luxembourgeois de l'année en fin d'année.

#### 2019: victoire sur Kuurne-Bruxelles-Kuurne
En 2019, il annonce se focaliser sur les classiques flandriennes, puis le Tour d'Italie.
Le 3 mars, il s'adjuge la semi-classique Kuurne-Bruxelles-Kuurne après un raid solitaire de 15 kilomètres, sa deuxième victoire de la saison après une bonne figuration la veille lors du Circuit Het Nieuwsblad (16e), première classique flandrienne de l'année. Toujours en mars, il s'adjuge la 8e place au classement général de Paris-Nice avant de décrocher de nouvelles places sur les courses d'un jour belges, 5e de l'E3 BinckBank Classic, 3e d'A travers les Flandres et 16e du Tour des Flandres.
Arrivé avec des ambitions sur le Tour d'Italie, il connait une sérieuse déconvenue dès la première étape de montagne, ressentant qu'il n'est pas en forme physiquement et mentalement, perdant rapidement du temps sur les prétendants au titre. Il le conclut finalement à la 33e place à près d'1h 23 du vainqueur, Richard Carapaz, avec comme meilleur place, une 7e position lors du contre-la-montre de la neuvième étape. Après un nouveau doublé aux championnats du Luxembourg, il n'obtient aucun résultat notable sur la deuxième partie de saison.

#### 2020: dernière saison décevante chez Quick Step
Sa saison 2020 est sa moins réussie depuis 2014. Quinzième de Paris-Nice, il se contente ensuite d'un nouveau titre de champion du Luxembourg du contre-la-montre et se classe trois jours plus tard deuxième de la course en ligne du championnat du Luxembourg, battu lors d'un sprint à deux par Kevin Geniets. Lors du Tour de France, il occupe un rôle d'équipier et se signale en faisant tomber et abandonner le Colombien Sergio Higuita après lui avoir fauché involontairement la roue arrière. 

### 2021-2022: deux saisons chez AG2R Citroën
Bob Jungels rejoint AG2R Citroën en 2021. Il est avec Greg Van Avermaet la principale recrue de l'équipe française qui se renforce ainsi dans les courses d'un jour. Gêné par des douleurs musculaires, il n'obtient pas de résultats notables sur les courses de première partie de saison, son meilleur résultat étant 19e du Tour de Suisse. En avril, il chute sur la tête lors de l'Amstel Gold Race et manque les deux autres classiques ardennaises. Initialement sélectionné pour le Tour de France, il est contraint d'y renoncer en raison d'une endofibrose iliaque nécessitant une intervention chirurgicale qui se déroule à la fin du mois de juin. Après avoir également déclaré forfait pour les Jeux olympiques, il effectue son retour à la compétition à la mi-septembre lors du Tour de Luxembourg,. Il conclut sa saison en se classant 21e de Paris-Tours.
Débarrassé de son problème physique qui lui a gâché sa saison 2021, il se classe sixième du  Tour de Suisse, puis est sacré champion du Luxembourg du contre-la-montre pour la huitième fois. Sélectionné pour le Tour de France, il s'échappe lors de la 9e étape, où il s'impose en solitaire après avoir distancé le groupe d'échappés à près de 60 kilomètres de l'arrivée à Chatel. Il devient le premier vainqueur d'étape luxembourgeois depuis Andy Schleck en 2011. Après l'abandon de son leader Ben O'Connor, il se montre régulier sur les étapes de montagne et décroche une onzième place finale. Il enchaîne ensuite avec le Tour d'Espagne, dans un rôle d'équipier pour Ben O'Connor.

### 2023-: Bora-Hansgrohe
Jungels s'engage en août 2022 avec Bora-Hansgrohe pour plusieurs saisons.

## Palmarès sur route et classements mondiaux

### Palmarès amateur
| - 2003 - 2e du championnat du Luxembourg sur route minimes - 2004 - 3e du championnat du Luxembourg sur route minimes - 2003 - 2e du championnat du Luxembourg sur route cadets - 2007 - 2e du championnat du Luxembourg sur route débutants - 2008 - 3e étape du Critérium Européen des Jeunes - 2e du championnat du Luxembourg sur route débutants - 3e du Critérium Européen des Jeunes - 2009 - Champion du Luxembourg sur route juniors - Champion du Luxembourg du contre-la-montre juniors - 2e du championnat d'Europe du contre-la-montre juniors - 2e du Grand Prix Rüebliland - 2010 - Champion du monde du contre-la-montre juniors - Champion du Luxembourg sur route juniors - Champion du Luxembourg du contre-la-montre juniors - International 3-Etappen-Rundfahrt der Rad-Junioren : - Classement général - 1re étape (contre-la-montre) - Vuelta al Besaya : - Classement général - 1re et 4e étapes - Classement général du Grand Prix Rüebliland - Keizer der Juniores : - Classement général - 1re et 2ea (contre-la-montre) étapes - 2e du Trofeo Karlsberg - 2e de la Curitas Classic Diegem - 3e du Tour de Basse-Saxe juniors | - 2011 - Médaillé d'or sur route aux Jeux des petits États d'Europe - Médaillé d'or du contre-la-montre aux Jeux des petits États d'Europe - Champion du Luxembourg sur route espoirs - Champion du Luxembourg du contre-la-montre espoirs - Grand Prix Claudy Sohet - Grand Prix François-Faber - 2e du Grand Prix des Carreleurs - 2e du championnat d'Europe du contre-la-montre espoirs - 3e de la Flèche du Sud - 3e du Tour de l'Oder - 10e du championnat d'Europe sur route espoirs - 2012 - Champion du Luxembourg du contre-la-montre - Champion du Luxembourg du contre-la-montre espoirs - Classement général du Triptyque des Monts et Châteaux - Flèche du Sud : - Classement général - 4e étape (contre-la-montre) - Paris-Roubaix espoirs - 4e étape du Tour de la Vallée d'Aoste - 2e de la Côte picarde - 2e du Tour du Frioul-Vénétie julienne - 2e du championnat du Luxembourg sur route espoirs - 2e du championnat d'Europe du contre-la-montre espoirs |  |

### Palmarès professionnel
| - 2013 - Champion du Luxembourg sur route - Champion du Luxembourg du contre-la-montre - Grand Prix Nobili Rubinetterie - 4e étape du Tour de Luxembourg - 2014 - 2e du championnat du Luxembourg du contre-la-montre - 2015 - Champion du Luxembourg sur route - Champion du Luxembourg du contre-la-montre - Étoile de Bessèges : - Classement général - 5e étape (contre-la-montre) - 6e du Tour de Suisse - 2016 - Champion du monde du contre-la-montre par équipes - Champion du Luxembourg sur route - Champion du Luxembourg du contre-la-montre - 1re étape du Tour d'Oman - Classement du meilleur jeune du Tour d'Italie - 3e de Tirreno-Adriatico - 6e du Tour d'Italie - 10e de l'Eneco Tour - 10e du championnat du monde du contre-la-montre - 2017 - Champion du Luxembourg sur route - Tour d'Italie : - Classement du meilleur jeune - 15e étape - 2e du championnat du Luxembourg du contre-la-montre - 8e du Tour de Romandie - 8e du Tour d'Italie | - 2018 - Champion du monde du contre-la-montre par équipes - Champion du Luxembourg sur route - Champion du Luxembourg du contre-la-montre - Liège-Bastogne-Liège - Prologue du Tour de Slovaquie - 3e de la Drôme Classic - 2019 - Champion du Luxembourg sur route - Champion du Luxembourg du contre-la-montre - 4e étape du Tour Colombia - Kuurne-Bruxelles-Kuurne - 3e d'À travers les Flandres - 5e de l'E3 BinckBank Classic - 8e de Paris-Nice - 2020 - Champion du Luxembourg du contre-la-montre - 2e du championnat du Luxembourg sur route - 2022 - Champion du Luxembourg du contre-la-montre - 9e étape du Tour de France - 6e du Tour de Suisse - 2025 - Champion du Luxembourg du contre-la-montre - 5e étape du Tour d'Autriche |  |

### Résultats sur les grands tours

#### Tour de France
6 participations
- 2015 : 27e
- 2018 : 11e
- 2020 : 43e
- 2022 : 11e, vainqueur de la 9e étape
- 2023 : 26e
- 2024 : 37e

#### Tour d'Italie
4 participations
- 2016 : 6e,  vainqueur du classement du meilleur jeune,  maillot rose pendant 3 jours
- 2017 : 8e,  vainqueur du classement du meilleur jeune, vainqueur de la 15e étape,  maillot rose pendant 5 jours
- 2019 : 33e
- 2023 : 39e

#### Tour d'Espagne
3 participations
- 2014 : non-partant (19e étape)
- 2017 : 42e
- 2022 : 51e

### Classements mondiaux
| Année                                 | 2011 | 2012 | 2013 | 2014 | 2015 | 2016 | 2017 | 2018 | 2019 | 2020 | 2021 | 2022 | 2023 | 2024 |
| ------------------------------------- | ---- | ---- | ---- | ---- | ---- | ---- | ---- | ---- | ---- | ---- | ---- | ---- | ---- | ---- |
| UCI World Tour                        |      |      | nc   | 159e | 83e  | 26e  | 57e  | 56e  |      |      |      |      |      |      |
| Classement mondial                    |      |      |      |      |      | 50e  | 70e  | 42e  | 68e  | 196e | 813e | 131e | 581e | 605e |
| UCI Europe Tour                       | 463e | 23e  |      |      |      | 350e | 457e | 50e  | 56e  | 162e | 627e | 108e | nc   | nc   |
| UCI Asia Tour                         | nc   | nc   |      |      |      | 106e | nc   | nc   |      |      |      |      |      |      |
|                                       |      |      |      |      |      |      |      |      |      |      |      |      |      |      |
| Légende : nc = non classéSource : UCI |      |      |      |      |      |      |      |      |      |      |      |      |      |      |

## Palmarès en cyclo-cross
- 2007-2008
  -  Champion du Luxembourg de cyclo-cross débutants
- 2008-2009
  -  Champion du Luxembourg de cyclo-cross juniors
- 2009-2010
  -  Champion du Luxembourg de cyclo-cross juniors

## Honneurs
- Prix du jeune espoir sportif luxembourgeois en 2010[2]
- Le Grand Prix Bob Jungels, une course internationale pour les coureurs juniors (moins de 19 ans), est organisé depuis 2016[46].
- Sportif luxembourgeois de l'année en 2018 et 2022